# Dominik Nguyên
Św. Dominik Nguyên (wiet. Ðaminh Nguyên) (ur. ok. 1802 r. w Ngọc Cục, prowincja Nam Định w Wietnamie – zm. 16 czerwca 1862 r. w Làng Cốc, prowincja Nam Định w Wietnamie) – męczennik, święty Kościoła katolickiego.
Mało wiadomo o życiu Dominika Nguyên. Urodził się w Ngọc Cục, prowincja Nam Định. Był ojcem rodziny. Podczas prześladowań został aresztowany 14 września 1861 r. Stracono go przez ścięcie 16 czerwca 1862 r. w Làng Cốc.
Dzień wspomnienia: 24 listopada w grupie 117 męczenników wietnamskich.
Beatyfikowany 29 kwietnia 1951 r. przez Piusa XII. Kanonizowany przez Jana Pawła II 19 czerwca 1988 r. w grupie 117 męczenników wietnamskich.